# Raatosaari (ö i Södra Savolax, S:t Michel, lat 61,36, long 26,74)
Raatosaari är en ö i Finland. Den ligger i sjön Juolasvesi och Sarkavesi och i kommunen Mäntyharju i den ekonomiska regionen  S:t Michel och landskapet Södra Savolax, i den södra delen av landet, 160 km nordost om huvudstaden Helsingfors. Öns area är 0,6 hektar och dess största längd är 100 meter i öst-västlig riktning.